# Белоруси у либијском сукобу
Белоруси у либијском сукобу 2011. борили су се на страни владине војске Муамера Гадафи. Република Белорусија званично негира присуство својих грађана у ратној зони.

## Општи преглед
Како је изјавио саветник амбасаде Белорусије у Триполи Георгије Громика, пре грађанског рата и стране интервенције у земљи је био смештен контингент од 500 белоруских војних саветника, инструктора и специјалиста, али са почетком непријатељстава део њих је евакуисан. 
Лист „Комсомолскаиа правда” написала је да су белоруси били ангажовани у обуци либијских снага, поправци и експлоатацији технике. У борбама нису учествовали, али су стално били на првој линији фронта. Пријављени су и плаћеници са појединачним уговорима и активни припадници Оружаних снага Белорусије. Странци су убедили либијце да фаворизују наоружани камионети уместо оклопних возила, као и увођење неких елемената герилског ратовања у тактику, смањујући тако ефикасност НАТО ваздушних напада и повећавајући мобилност војске. Захваљујући њиховој подршци крајем марта и почетком априла, Гадафијеве трупе су чак успеле да пређу у контраофанзиву на истоку земље.
Према белоруском војном аналитичару Александру Алесину, значајну потребу за либијском војском представљали су војни стручњаци и сервисери који би подржавали борбену способност технике и њену поправку. Такође је изјавио да је основа контингента била је бивша војска која је изгубила посао због смањења током 1990-их. Белоруси у Либији, према проценама посматрача, било је од неколико десетина до неколико стотина. Тражени су били пилоти, танкисти, сервисери бравара, специјалисти специјалних снага.

## Заробљеници
У августу и септембру 2011. године, либијски милитанти су ухапсили четири белоруса (Валерија Гордиенко, Игор Демичев, Фјодор Труфанова и Вјачеслав Качура). Оптужени су за сарадњу са Гадафијевим режимом и осуђени на 10 година затвора. Прва три објављена су 2014.године. Качура је отпуштен 2018. године.

## Порицање
Портпарол Министарства спољних послова Андреј Савиных више пута је изјавио да у Либији нема ни белоруских плаћеника ни војника.
Како је истакао заменик директора Института за политичку и војну анализу Александар Храмчихин, немогуће је потпуно искључити војне везе, али база доказа је прилично оскудна. Био је један од првих који је то повезао са западњачким неочекиваним одуговлачењем сукоба. Експерт Института за Блиски исток и руског Савета за међународне послове Сергеј Балмасов изјавио је да су све оптужбе за сарадњу између Минска и Триполија засноване на усменим изјавама директора СИПРИ-а Хугха Гриффитхса.